# 室木おすし
室木 おすし（むろき おすし、1979年7月24日 -）は、日本のイラストレーター、漫画家。

## 略歴
24歳からフリーのイラストレーターとして活動を始める。
2015年よりWebメディアオモコロにてライターとして活動。
2020年よりTwitterにて『貴重な棒を持つネコ』を連載開始し、2021年4月に書籍化される。
テレビ朝日のトークバラエティ番組『マツコ&有吉 かりそめ天国』での番組内イラストを担当していた雑賀建郎が休養に入ったことにより、2023年5月12日放送分より室木が代役を務める。

## 活動

### 漫画
- 妄想パチンコ研究所（パチ7、2015年4月9日-2016年12月29日）
- 都道府県マスター潤（ジモコロ）
- 悲しみゴリラ川柳（Twitter[5]）
- 大学生・底野辺平物語（FINEBOYS、2018年-）
- 買いたい新書[6]（DANRO、2018年5月23日-2020年3月25日）
- 貴重な棒を持つネコ（Twitter[7]）
- 学校では教えてくれない大切なこと（27）発表がうまくなるースピーチからプレゼンテーションまでー（旺文社）

### イラスト
- プロサウナーSHOWの熱波に焦がれて……（UOMO、2018年9月号-2020年11月号）

### 書籍
- 悲しみゴリラ川柳[8]（朝日新聞出版）
- 貴重な棒を持つネコ[9]（KADOKAWA）

### コラム
- 室木おすしの「娘へ。」[10]（Hanakoママweb、2018年4月9日-）

### キャラクターデザイン
- 味覚糖『UHAグミサプリ』（2025年4月） - CM「とことんビタミン〜マルチビタミン〜」篇[11]

### テレビ
- マツコ＆有吉 かりそめ天国（テレビ朝日、2023年5月12日 - ）[12]

### ラジオ
- ありっちゃありアワー（オモコロ、2016年5月9日-2019年7月15日）
- ありっちゃありスパーク（オモコロ、2019年7月29日-2021年7月12日）
  - ありっちゃありスパーク・マシュ（オモコロ、2021年7月19日-2023年2月27日）
  - ありっちゃありスパーク・梵（オモコロ、2023年3月6日-)

### イベント
- 「貴重な棒を持つネコ」出版記念作品展 棒ネコとゆかいな仲間たち[13]（2021年4月23日-2021年5月24日）